# Кымгок (станция метро, Пусан)
«Кымгок» (кор. 금곡역) — эстакадная станция Пусанского метро на Второй линии. Последняя в данном направлении станция на Второй линии на территории Пусана; одна из пяти эстакадных станций линии; первая (от центра) в надземном участке линии. Она представлена двумя боковыми платформами. Станция обслуживается Пусанской транспортной корпорацией. Расположена в квартале Кымгок-дон муниципального района Пукку Пусана (Южная Корея). На станции установлены платформенные раздвижные двери.
Станция была открыта 30 июня 1999 года.
Открытие станции было совмещено с открытием 1-й очереди Второй линии — участка длиной 20,9 км и ещё 19 станцийː «Пуам» (220), «Кая», «Университет Тонъи», «Кэгым», «Нэнджон», «Чуре», «Камджон», «Сасан», «Токпхо», «Модок», Mopa, «Кунам», «Кумён», «Токчхон», «Суджон», «Хвамён», «Юлли», «Тонвон» и «Хопхо» (239).